# Браудијано (Авелино)
Браудијано је насеље у Италији у округу Авелино, региону Кампанија.
Према процени из 2011. у насељу је живело 20 становника. Насеље се налази на надморској висини од 672 м.